# Ctenophthalmus congeneroides
Ctenophthalmus congeneroides är en loppart som beskrevs av Wagner 1930. Ctenophthalmus congeneroides ingår i släktet Ctenophthalmus och familjen mullvadsloppor.

## Underarter
Arten delas in i följande underarter:
- C. c. congeneroides
- C. c. truncus